# Abenomask

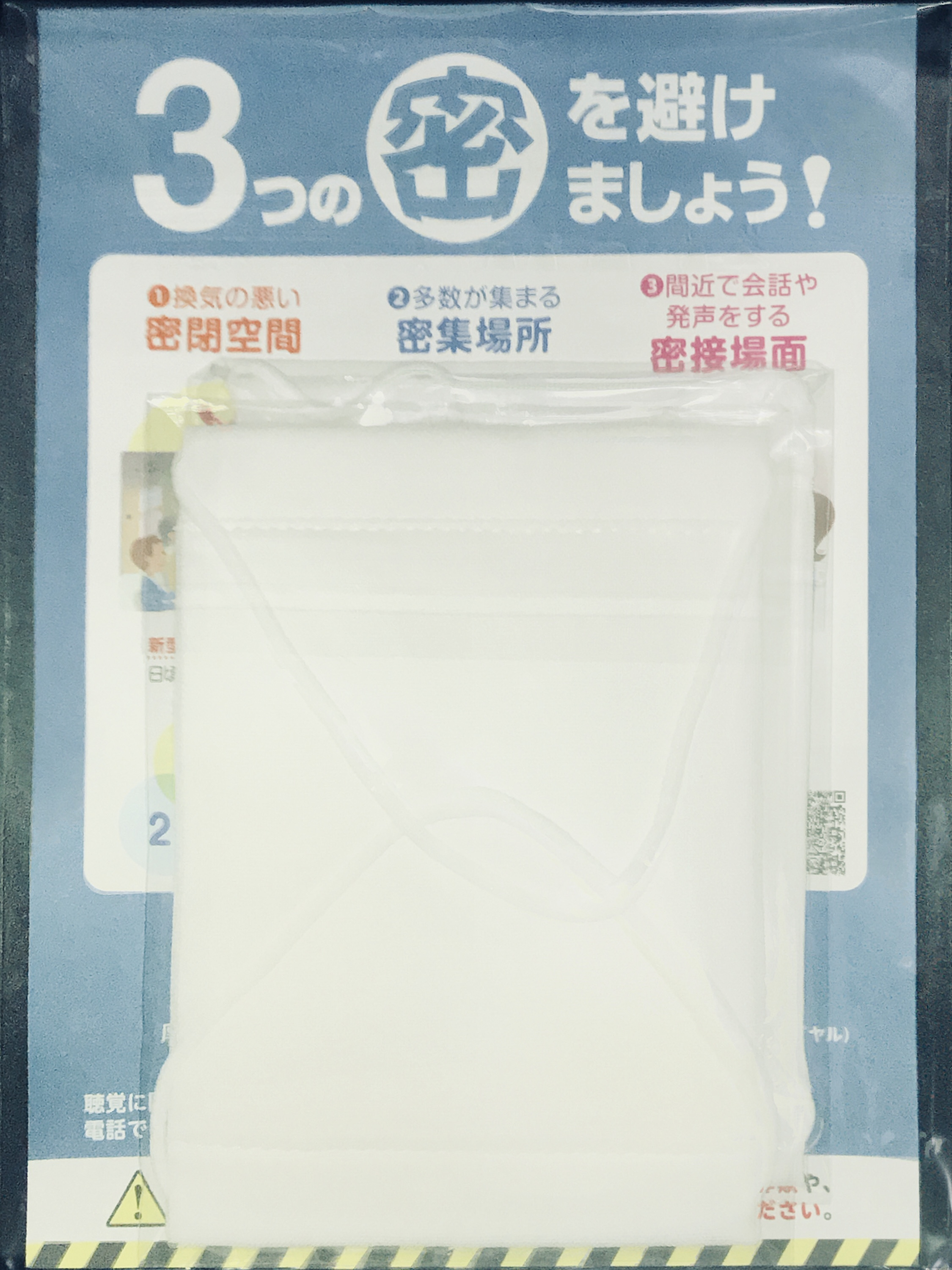
En förpackning med Abenomasker.

Abenomask (japanska: アベノマスク, Abe-No-Mask) är den politiska beteckningen på ett tvättbart munskydd i tyg som har delats ut till japanska hushåll i samband med Coronaviruspandemin 2019–2021. Namnet anspelar på Japans tidigare premiärminister Shinzo Abe och används också för själva utdelningen av munskydd. 
Abe utannonserade initiativet den 1 april 2020 vid en tidpunkt då Japan hade brist på munskydd och det tolkades av många som ett aprilskämt eftersom det inte kombinerades med andra åtgärder.
Utdelningen började mitten av april 2020 och beräknades kosta motsvarande 4 miljarder kronor. Ett år senare hade 130 miljoner abenomasker distribuerats, men endast 3,5 % har använts. Abe själv slutade använda sin mask i augusti 2020.
Den japanska regeringen har anklagats och stämts för att inte följa reglerna för statlig upphandling då de handsydda munskydden köptes från Vietnam.